# Flugplatz Stölln/Rhinow

i7
i11
i13
Der Flugplatz Stölln/Rhinow (ICAO-Code: EDOR) ist ein Sonderlandeplatz in Stölln, Ortsteil der Gemeinde Gollenberg bei Rhinow im brandenburgischen Havelland. Von den Betreibern als ältester Flugplatz der Welt bezeichnet, war das Fluggelände am Gollenberg bei Stölln/Rhinow ab 1894 Gleitflug-Übungsgelände des Flugpioniers Otto Lilienthal und 1896 der Ort seines tödlichen Absturzes.

## Flugbetrieb

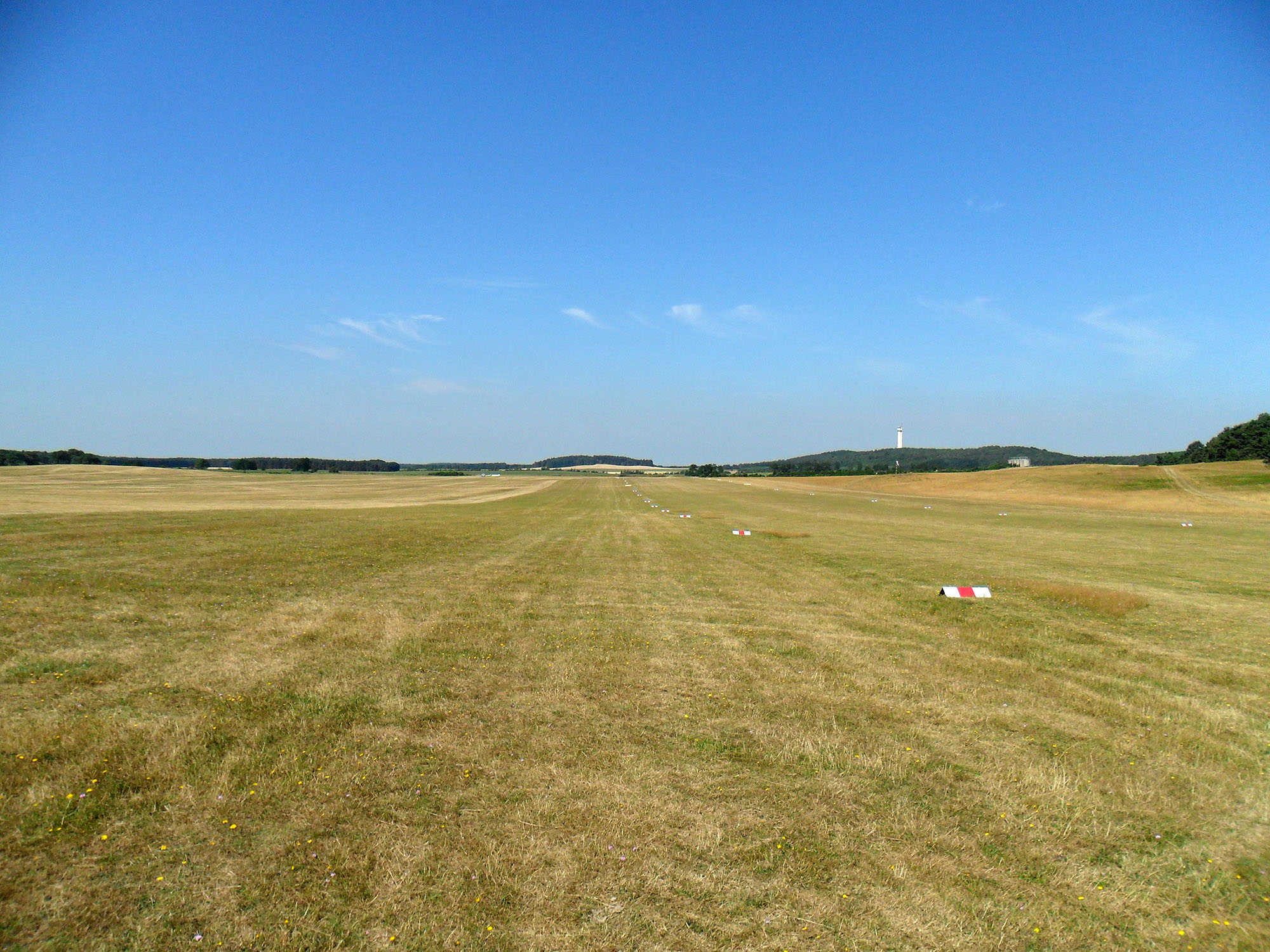
Die Graspiste des Flugplatzes

Der am Fuße des Gollenberges gelegene Flugplatz wird heute vom Flugsportverein Otto Lilienthal Stölln/Rhinow e. V. betrieben. Er verfügt über eine etwa 840 m lange Graspiste mit der Ausrichtung 08/26. Parallel dazu verlaufen südlich davon zwei Schleppstrecken für den Windenstart. Zwischen den Schleppstrecken befinden sich zwei zusätzliche Landefelder (310 × 30 m) für Segelflugzeuge – je eins an beiden Enden des Flugplatzes.
Er ist für Hubschrauber, Flugzeuge,  Motorsegler, Ultraleicht- und Segelflugzeuge (Windenstart und Flugzeugschlepp), sowie Hängegleiter, Gleitschirme und Fallschirmsprung zugelassen, wobei das Höchstabfluggewicht auf 5,7 t begrenzt ist. Vor dem Anflug des Platzes muss die Genehmigung des Platzbetreibers eingeholt werden (PPR).

## Geschichte

### Otto Lilienthal 1894
Die Geschichte der Fliegerei am Gollenberg nahm ihren Anfang um Ostern 1894, als Otto Lilienthal begann, den Gollenberg (109 m ü. NHN) für seine Gleitflüge zu nutzen. Lilienthal hatte mit dem damals unbewaldeten Gollenberg eine ideale Übungsstätte gefunden: „… ein nach allen Seiten abfallender sandiger Hügel von wenigstens zwanzig Meter Höhe, der den Absprung nach jeder Richtung gestattet.“ Nach Lilienthals tödlichem Absturz mit einem Normalsegelapparat am 9. August 1896 fanden zunächst keine nachweisbaren fliegerischen Aktivitäten mehr statt.

### Waldemar Geest 1910
Mit Waldemar Geest entdeckte 1910 ein weiterer Flugpionier das Gelände für sich und die Fliegerei. Als nach dem Ersten Weltkrieg der Motorflug verboten wurde, konzentrierte man sich in Stölln – wie auch an vielen anderen Orten Deutschlands – auf den Segelflug. Der Gollenberg wurde zum Fluggelände diverser Flugsportvereine, darunter auch die Akaflieg Berlin.
Im Zuge der gezielten Förderung des Segelfluges zur Zeit des Nationalsozialismus wurde im Januar 1936 mit dem Bau einer Flugschule des Nationalsozialistischen Fliegerkorps begonnen, die noch im selben Jahr ihren Betrieb aufnahm. Die Gebäude wurden während des folgenden Zweiten Weltkriegs größtenteils zerstört, der Flugbetrieb kam zum Erliegen.

### Sportflugplatz 1953
Am 22. März 1953 wurde auf dem Flugplatz der Flugbetrieb mit einem Schulgleiter vom Typ SG 38 wieder aufgenommen. Ein Jahr später begann der Bau eines neuen Hangars nebst Werkstatt. 1958 wurde eine Winde für den Windenstart angeschafft.

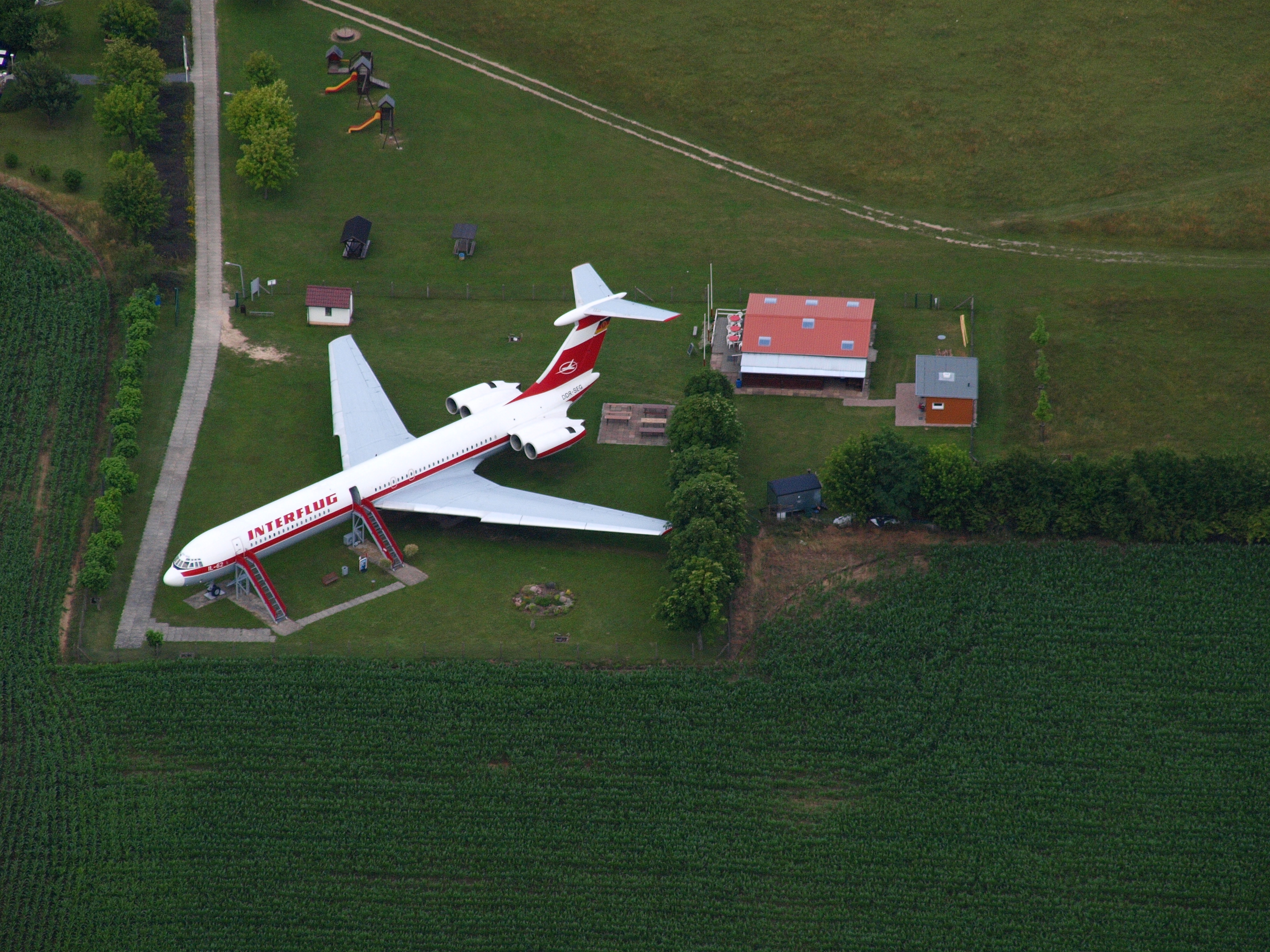
Die Iljuschin Il-62 „Lady Agnes“

Anlässlich des Jubiläums 100 Jahre Menschenflug 1991 wurde eine Iljuschin Il-62 der Interflug nach Stölln überführt (siehe Iljuschin Il-62 auf dem Flugplatz Stölln/Rhinow). Am 23. Oktober 1989 landete das Flugzeug mit Flugkapitän Heinz-Dieter Kallbach erfolgreich auf der nur 900 m (840 m Bahn plus 60 m Streifen wurden zur Verfügung gestellt) langen Graspiste. Es wurde nach Otto Lilienthals Frau Agnes auf den Namen Lady Agnes getauft und dient heute unter anderem als Standesamt und Museum. Im Juni / Juli findet auf dem Gelände alljährlich das „Antaris Project“-Festival statt.